# Судано, Бруклин
Бруклин Судано (англ. Brooklyn Sudano, род. 5 января 1981) — американская актриса, дочь певицы Донны Саммер.

## Жизнь и карьера
Бруклин Судано родилась в Лос-Анджелесе, штат Калифорния в семье певицы Донны Саммер и композитора Брюса Судано. Будучи ребёнком она выступала на концертах своей матери, а после окончания средней школы поступила в Университет Вандербильта и Институт театра и кино Ли Страсберга в Нью-Йорке.
Судано известна благодаря своей роли в ситкоме «Моя жена и дети», где она снималась с 2003 по 2005 год. С тех пор она появилась в более двадцати телешоу и фильмах. Она сыграла главную роль в независимом фильме 2006 года «Рэйн», а также появилась в таких сериалах как «C.S.I.: Место преступления Нью-Йорк» и «Следствие по телу». В начале 2013 года она получила одну из центральных ролей в неудачном пилоте «Западная сторона» канала ABC.

## Фильмография

### Фильмы
| Год  | Название на русском | Название на английском | Роль             | Примечания          |
| ---- | ------------------- | ---------------------- | ---------------- | ------------------- |
| 2006 | Рэйн                | Rain                   | Рэйн Арнольд     |                     |
| 2007 | Дожить до рассвета  | Somebody Help Me       | Серена           | Direct-to-video     |
| 2008 | Один в темноте 2    | Alone in the Dark II   | Синклэр          | Direct-to-video     |
| 2010 | Пятизвёздочный день | Five Star Day          | Уветт Монтгомери |                     |
| 2010 | Грешники и Святые   | Sinners and Saints     | Бет Ганц         |                     |
| 2012 | Пять часов к югу    | Five Hours South       | Джулия           |                     |
| 2015 | С этим кольцом      | With This Ring         | Эльза            | Телевизионный фильм |
| 2016 | 11.22.63            | 11.22.63               | Кристи           | Мини-сериал         |

### Телевидение
| Год       | Название на русском                 | Название на английском | Роль          | Примечания      |
| --------- | ----------------------------------- | ---------------------- | ------------- | --------------- |
| 2003-2005 | Моя жена и дети                     | My Wife and Kids       | Ванесса Скотт | 28 эпизодов     |
| 2006      |                                     | Cuts                   | Фелиция       | 3 эпизода       |
| 2007      | C.S.I.: Место преступления Нью-Йорк | CSI: NY                | Колин Баллард | 1 эпизод        |
| 2008      | Страх как он есть                   | Fear Itself            | Арлин         | 1 эпизод        |
| 2008      | 90210: Новое поколение              | 90210                  | Мисс Остин    | 2 эпизода       |
| 2008      | Без следа                           | Without a Trace        | Джеки Белл    | 1 эпизод        |
| 2009      | Отряд «Антитеррор»                  | The Unit               | Линдсэй       | 1 эпизод        |
| 2010      |                                     | Turn the Beat Around   | Малика        | Телефильм       |
| 2010      | Перлы моего отца                    | $#*! My Dad Says       | Зоуи          | 1 эпизод        |
| 2011      | Секс по дружбе                      | Friends with Benefits  | Кэт           | 1 эпизод        |
| 2013      | Следствие по телу                   | Body of Proof          | Сара          | 1 эпизод        |
| 2013      |                                     | Reed Between the Lines | Рата Даррен   | 2 эпизода       |
| 2013      | Западная сторона                    | Westside               | Джесс         | Пилот           |
| 2017      | Заложница                           | Taken                  | Аша           | Основной состав |